# Balthus
Balthus, původním jménem Balthasar Klossowski de Rola (29. února 1908 Paříž – 18. února 2001 Rossinière) byl polsko-francouzský malíř. Námětem jeho tvorby jsou interiérové žánrové scény a krajinomalba. Balthusovy obrazy jsou naplněné atmosférou tajemna a erotična. Mnohá malířova díla zachycují dospívající dívky v okamžiku snění a jako akty. Balthus se prosadil také jako scénograf.

## Rodina
Narodil se v polské rodině v Paříži, na Rue Boissonade, nedaleko Montparnassu. Jeho rodiče přišli do Francie z Polska. Balthusův otec pocházel ze šlechtického polského rodu Rola, který však tradičně sídlil v Prusku. Matka pocházela z Varšavy, kde byl její otec regenschori v synagoze. Balthus sám se ovšem k židovské identitě nehlásil. Spíše kladl důraz na šlechtický původ a přidal si ke jménu přízvisko „de Rola“. Balthusův starší bratr Pierre Klossowski (1905–2001) se stal významným filosofem a spisovatelem. Jméno „Balthus“, které pozdější malíř používal jako umělecké jméno, vzniklo z dětské, polsky vyslovované přezdívky Baltusz.
Balthusova rodina byla součástí pařížského kulturního kvasu. Otec Erich Klossowski byl historikem umění, maloval a zabýval se scénografií. Matka Elisabeth Dorothea Spiro, zvaná Baladine, byla organizátorkou společenského života. Pařížský dům Klossowských byl místem, které navštěvovali mj. Henri Matisse, André Gide či Maurice Denis. Po rozluce s manželem žila v letech 1919–1926 s básníkem Rainerem Maria Rilkem.

## Život
Vzhledem k německému státnímu občanství museli Klossowští po vypuknutí první světové války Paříž opustit a usadili se v Berlíně. Majetek rodiny byl konfiskován včetně rozsáhlé sbírky obrazů. Neutěšené poměry ve válečném Berlíně přispěly k rozvodu manželů. V roce 1917 odešla Baladine se svými dvěma syny do neutrálního Švýcarska. Napřed se usadila v Bernu, později v Ženevě. V roce 1919 se Baladine poznala s Rainerem Maria Rilkem a stala se jeho intimní přítelkyní. S různými peripetiemi trval tento poměr až do Rilkeho smrti v roce 1926. Balthus zatím navštěvoval kalvínské gymnázium v Ženevě.
Prázdniny v té době trávil většinou v Beatenbergu u Thunského jezera. V tamním kostele namaloval z popudu malířky Margrit Bay roku 1927 fresky, které však už za sedm let nechal tamní farář Rupp zničit.
Matčin přítel Rilke rozeznal chlapcův talent a Balthuse od mládí podporoval. Přivedl ho k zájmu o čínské malířství, taoismus a později ho seznámil s André Gidem, Paulem Éluardem, Georgesem Braquem či Albertem Giacomettim. V roce 1921 Rilke vydal a napsal předmluvu k Balthusově knížce s názvem Mitsou. To bylo jméno chlapcova oblíbeného kocoura, kterého zobrazil ve 40 kresbách.
Po válce, v roce 1921, se Baladine s oběma syny vrátila do Berlína, kde se ubytovala u bratra malíře Eugena Spiroa. Chlapci se vzdělávali soukromě, latinu je učil dadaista Hans Richter. Roku 1924 se rodina odstěhovala znovu do Paříže, kde Balthus krátce navštěvoval kurzy na Académie de la Grande Chaumière na Montparnassu. Mnohem více mu ale daly rady, které obdržel od nabistů Pierra Bonnarda a Maurice Denise. Na jejich doporučení kopíroval Balthus v Louvre obrazy Nicolase Poussina.
Mladého adepta malířství lákala Itálie. Poprvé ji navštívil v roce 1925, kdy mu dělal doprovod André Gide. Pro jeho umělecký vývoj byla klíčová cesta na Apeninský poloostrov o rok později, na kterou se už – díky finanční podpoře curyšského profesora zoologie Jeana Strohla – vypravil sám. Ve Florencii kopíroval Masacciovy fresky a v Arezzu, v tamním kostele sv. Františka, několik fresek z cyklu Legenda o Svatém Kříži od Piera della Franceska. Stopy Franceskova vlivu jsou patrné v celém Balthusově díle.
V letech 1928 a 1929 pobýval kromě Paříže také v Curychu a Berlíně, kde maloval převážně portréty. V Curychu měl také, zatím jako zcela neznámý malíř, v roce 1929 první samostatnou výstavu v Galerii Forter. V roce 1930 byl povolaný na vojnu. Patnáct měsíců vojenské služby strávil v Maroku. Po jejím ukončení bydlel po nějakou dobu v Bernu.
Na podzim 1932 se vrátil do Paříže. Ubytoval se u svých přátel, překladatele Pierra Leyrise a jeho ženy Betty. Seznámil se s André Derainem, který mu poskytl mnohá doporučení ohledně techniky malby. V roce 1933 si pronajal svůj první ateliér na Rue de Furstemberg 4. V roce 1934 mu byla v Galerii Pierre, která se zaměřovala na tvorbu surrealistů, uspořádána první pařížská výstava. Nebyla to náhoda: Balthus se v té době stýkal s Bretonem, Eluardem a Giacomettim, s nímž ho pojilo dlouholeté přátelství. Roku 1936 přestěhoval ateliér do Cour de Rohan.
Do manželského stavu vstoupil Balthus roku 1937. Jeho ženou se stala švýcarská aristokratka Antoinette de Watteville (1912–1997). V manželství se narodili dva synové: Stanislas (1942) a Thadée (1944). Antoinette, kterou Balthus znal už od roku 1924, byla modelem pro několik jeho významných obrazů, mj. Bílou sukni z roku 1937. Manželství ale bylo roku 1947 rozvedeno. Těsně před válkou, v roce 1938, byla jeho tvorba prezentována i v zámoří, když mu uspořádal výstavu Pierre Matisse ve své newyorské galerii.

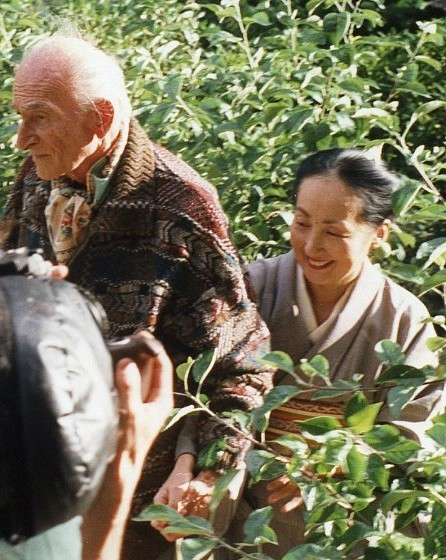
Balthus s manželkou Setsuko v Rossinière roku 1996

 V roce 1939 byl povolán na frontu a poslán do Alsaska. Byl však raněn a ještě v prosinci téhož roku demobilizován. Když roku 1940 obsadila Paříž nacistická vojska, odešel nejprve do Savojska do vesničky Champrovent, kde pobýval už ve 30. letech s manželi Leyrisovými.
Později odešel do Švýcarska, kde žil v Bernu a od roku 1945 ve vesnici Cologny poblíž Ženevy. Zde se poznal s André Malrauxem, což bylo významné pro jeho pozdější působení v Římě.

Do Francie se vrátil po válce, roku 1946. Rok nato podnikl společně s malířem André Massonem cestu do jižní Francie. Zde se potkal s psychoanalytikem Jacquesem Lacanem, malířkou Françoise Gilot a Picassem. Zpočátku pracoval znovu v Paříži, ale v roce 1953 se usadil na zámku Chateau de Chassy v Burgundsku. Zde žil až do roku 1961. Roku 1954 byla jeho tvorba oceněna výstavou v Muzeu moderního umění v New Yorku. 

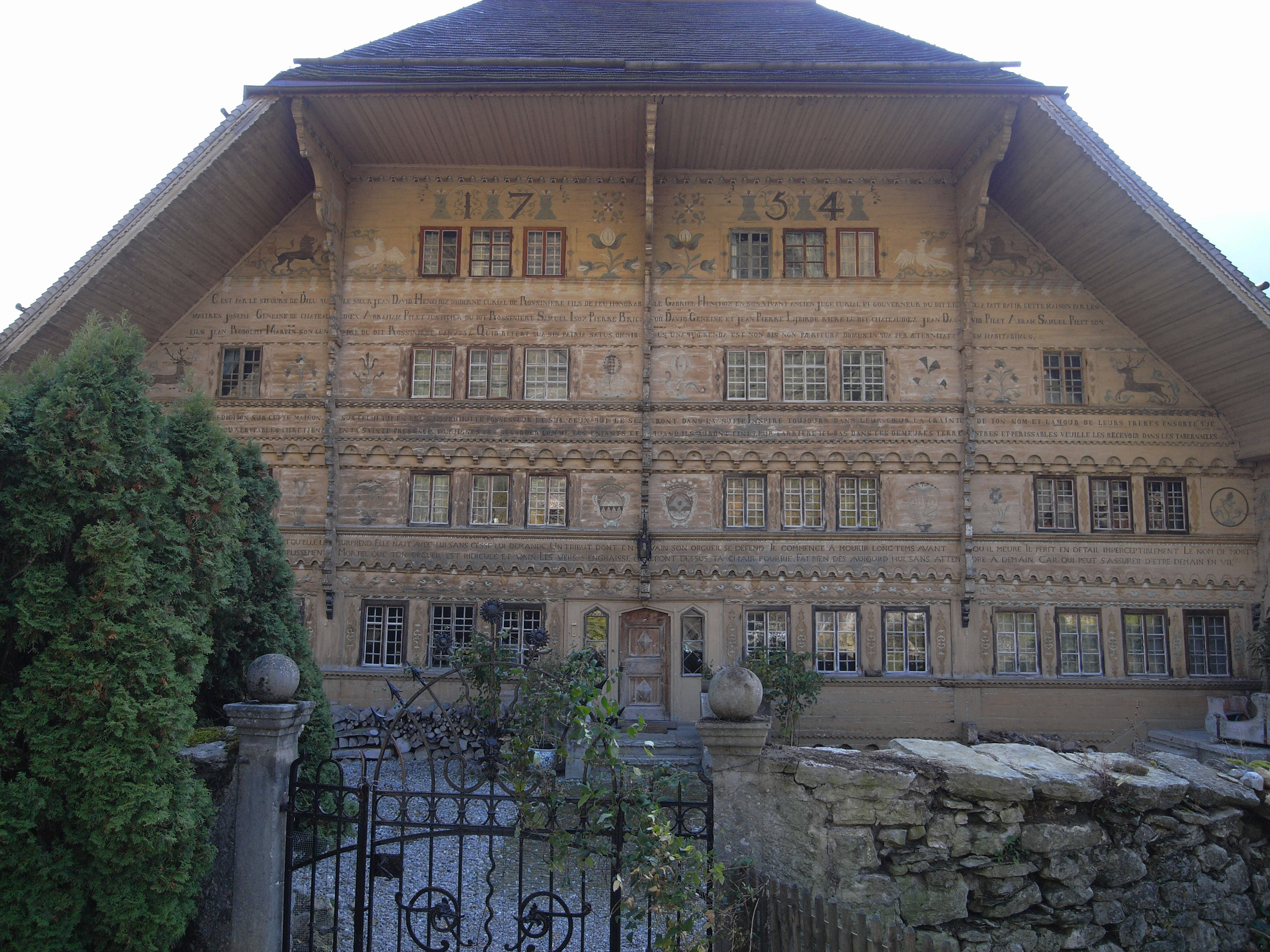
Dům v Rossinière, kde Balthus žil v posledním čtvrtstoletí. Dnes sídlo Balthusovy nadace.

Nová životní etapa začala pro Balthuse v roce 1961. Tehdy ho ministr kultury André Malraux pověřil řízením Villy Medici, která je sídlem Francouzské akademie v Římě. Balthus pozdvihl její prestiž a inicioval její rekonstrukci. V Římě působil až do roku 1976. Roku 1962 ho Malraux pověřil diplomatickou misí v Japonsku. Zde poznal malířku Setsuko Ideta (* 1943), která s ním odešla do Říma, stála mu modelem k několika obrazům a v roce 1967 s ním uzavřela manželství. O šest let později se manželům narodila dcera Harumi. Pro Balthuse další důležitou výstavou byla jeho retrospektiva v Tate Gallery v Londýně roku 1968.
Roku 1977 odešel do Švýcarska. Usadil se v malém horském městečku Rossinière, kde pokračoval v tvorbě. Roku 1991 obdržel japonské vyznamenání Praemium Imperiale, které mu předal Jacques Chirac. První a zároveň poslední návštěvu Polska uskutečnil roku 1998 při příležitosti udělení čestného doktorátu Vratislavskou univerzitou.
Balthus maloval do posledních týdnů svého života. Počátkem roku 2001 ještě stihl dokončit svůj poslední obraz V očekávání a 18. února téhož roku zemřel.

## Dílo
Balthus byl malíř, který se po formální stránce až úzkostlivě vyhraňoval vůči modernismu a abstrakci, takřka všechna jeho díla jsou figurativní. Mezi soudobými výtvarníky, kteří ho respektovali, však měl mnoho přátel: jeden z jeho obrazů (Děti, 1937) zakoupil Picasso. Soustředil se především na interiérové scény, na nichž bývají zobrazeny velmi mladé dívky v otevřeně nebo náznakově erotických situacích. Barvy na jeho obrazech jsou tlumené a působí na diváka snovou náladou. V tom se Balthus blíží surrealismu, který zdůrazňoval roli podvědomí v umění – ostatně surrealisté v čele s Bretonem se o jeho tvorbu zajímali. Balthus byl ale přesvědčený realista, který čerpal podněty od takových malířů, jako byli Piero della Francesca, Jan Vermeer či Gustave Courbet. V literatuře pro něj byly inspirativní knihy Emily Brontëové nebo německého autora dětských knížek Heinricha Hoffmanna. V prvních dvou desetiletích své tvorby se Balthus vyjadřoval olejomalbou, pak začala převažovat tempera, kterou používali italští mistři rané renesance. Tempera rychle zasychá a po zaschnutí vytváří matový povrch, který konvenuje s Balthusovou potemnělou a rafinovanou barevnou škálou. Na většině Balthusových obrazů dívek je kočka; proto se občas objevuje jeho přezdívka kočičí král.
Balthus se bránil občasným výtkám, že jeho erotismus zachází příliš daleko. Má díla – ať už zachycují mladé dívky nebo krajiny – jsou vyjádřením téže myšlenky, života, zvláště probouzejícího života. Ten vzniká z milostné touhy. Erotismus, zneuznaný a pošpiněný pokrytectvím 19. a první poloviny 20. století, podle mě symbolizuje vitální sílu jak v nejrafinovanějších dílech, tak v nejintimnějších a nejoduševnělejších vztazích.
Balthus se příležitostně zabýval i scénografií. Roku 1935 navrhl kostýmy a výpravu pro hru Antonina Artauda Les Cenci (Rodina Cenciů). Totéž pořídil v roce 1948 pro Camusovu hru Stav obležení. O dva roky později byl autorem výpravy a kostýmů pro Mozartovu operu Così fan tutte, uvedenou na festivalu v Aix-en-Provence. Ve scénografické práci pokračoval až do roku 1959.

## Vybrané obrazy
- Lady Abdy, olej na plátně, 186 × 140 cm, 1935, soukromá sbírka. Jedná se o portrét francouzské herečky, obsazené do hry, k níž dělal Balthus výpravu.
- Dívka v zeleném a červeném (Svícen), olej na plátně, 92 × 90,5 cm, 1939 (přepracováno 1945), Muzeum moderního umění, New York. Ve stylu starých mistrů zpodobnil Balthus dlouhovlasou dívku v zelenočervené haleně, stojící za stolem pokrytým bílým ubrusem. Zátiší na stole tvoří žardiniéra, pečeně na talíři, do které je zabodnutý nůž, a svícen se svíčkou.
- Týden čtyř čtvrtků, olej na plátně, 97,7 × 83,8 cm, 1949, The Frances Lehman Loeb Art Center, Poughkeepsie. Variace na Balthusovo oblíbené téma, kdy jedna obnažená dívka spí na křesle, zatímco druhá, mladší, zavírá (nebo otevírá) okno. Na obrazech s tímto námětem bývá zpravidla zobrazena kočka.
- Selský dvůr v Chassy (Velká krajina se stromem), olej na plátně, 130 × 162 cm, 1960, Centre Georges Pompidou, Paříž. Krajinomalba, v jejímž popředí je dvůr ve vsi, kde do roku 1961 Balthus bydlel.
- Čtoucí Katia, kasein a tempera na plátně, 179 × 211 cm, 1968–1976, soukromá sbírka. Dívka Katia byla dcera jednoho ze zaměstnanců Villy Medici a byla modelem k několika Balthusovým obrazům. Dívka v červené vykasané sukni je ponořená do četby, světlo přichází zleva z okna, které není vidět. Tímto způsobem nasvětloval své obrazy mj. Vermeer.
- Akt z profilu, olej na plátně, 225 × 200 cm, 1973–1977, soukromá sbírka. Nahá dívka, držící v ruce ručník, jde pomalu k oknu, které osvětluje obraz. Pod oknem je stůl s umyvadlem.
- Malíř a jeho model, kasein a tempera na plátně, 226,5 × 230,5, 1980–1981, Centre Georges Pompidou, Paříž. Variace na téma nizozemské žánrové malby. Malíř rozhrnuje okenní závěs, zatímco klečící modelka se opírá o židli a listuje zřejmě v malířově skicáři.
- Velká kompozice s havranem, olej na plátně, 200 × 150 cm, 1983–1986, soukromá sbírka. Mnohovýznamný obraz se snící dívkou a snící kočkou. Havran, kterého se chystá uzavřít do klece nahý muž zmenšených proporcí, může být připomínka Edgara Allana Poa.

## Vybrané výstavy
- 1929 Galerie Forter, Zurich.
- 1934 Galerie Pierre, Paříž. Zde vystavil obrazy La Rue (Ulice, 1933), La Leçon de guitare (Lekce hry na kytaru, 1934), La Toilette de Cathy (Cathy při ranní toaletě, 1933) a Alice dans le miroir (Alenka za zrcadlem, 1933). Výstava způsobila svou provokativností společenský skandál.
- 1936 Londýn. Ilustrace k románu Na Větrné hůrce.
- 1938 Galerie Pierre Matisse, New York.
- 1943 Galerie Moos, Ženeva.
- 1946 Galerie Beaux-Arts, Paříž.
- 1956 Muzeum moderního umění, New York.
- 1966 Musée des arts décoratifs, Paříž.
- 1980 Biennale di Venezia, Benátky.
- 1983 Centre Georges Pompidou, Paříž.
- 1984 Metropolitan Museum of Art, New York; Metropolitní muzeum Kyoto.
- 1993 Musée cantonal des beaux-arts Lausanne.
- 2016 Balthus, Kunstforum Wien, Vídeň, 24. únor – 19. červen 2016, kurátoři: Evelyn Benesch, Cécile Debray, Matteo Lafranconi[14]